# Chenghuangtempel van Shau Kei Wan
De Chenghuangtempel van Shau Kei Wan is een taoïstische tempel die gewijd is aan de taoïstische god Chenghuang en wordt beheerd door de Hongkongse organisatie Chinese temples comitee. De tempel heette oorspronkelijk Fudetempel van Shau Kei Wan/筲簊灣福德祠. De tempel ligt in Shau Kei Wan, Hongkong-eiland, Hongkong. Het gebouw staat op de lijst van beschermde historische erfgoederen, graad twee. De meeste bezoekers komen op de verjaardag van Chenghuang op de elfde en achtentwintigste van de vijfde maand en de vierentwintigste van de zevende maand van de Chinese kalender. Ook op de tweede van de tweede maand (verjaardag van Tudi Gong) en de vijfde van de vijfde maand (verjaardag van Wutong; de vijf goden van de welvaart) van de Chinese kalender wordt de tempel druk bezocht.

## Geschiedenis
De tempel werd in 1877 gebouwd. De tempel was oorspronkelijk gewijd aan de god Tudigong. Daarom werd het toen Fudetempel van Shau Kei Wan genoemd. Sinds 1974 werd het een Chenghuangtempel en in hetzelfde jaar werd de tempel grondig gerenoveerd. Het beeld van Tudigong werd toen verplaatst naar een zijaltaar en de tempel werd uitgebreid met een aparte hal voor de Taisui goden (60 goden die invloed hebben op de Chinese astrologie en elk jaar wordt beheerst door een andere Taisui god). Het hoofdaltaar bevat sindsdien een beeld van Chenghuang. De zijaltaren zijn gewijd aan de goden Wutong en Tudigong.